# Anacostia tribulella
Anacostia tribulella är en fjärilsart som beskrevs av Shaffer 1968. Anacostia tribulella ingår i släktet Anacostia och familjen mott. Inga underarter finns listade i Catalogue of Life.